# Velká Dobroň
Velká Dobroň (ukrajinsky Велика Добронь, maďarsky Nagydobrony) je obec v okrese Užhorod v Zakarpatské oblasti Ukrajiny. Leží u řeky Latorica. V roce 2001 zde žilo 5 687 osob, z toho bylo 97,73 % obyvatel maďarské národnosti.

## Velykodobroňské územní komunita
V obci je administrativní centrum velykodobroňské územní komunity, do které patří:
| Název                  | Název                       | Název        | Název           |
| Transkripce do latinky | Ukrajinský název v cyrilice | Maďarsky     | Česky/Slovensky |
| Velyka Dobroň          | Велика Добронь              | Nagydobrony  | Velká Dobroň    |
| Malá Dobroň            | Мала Добронь                | Kisdobrony   | Malá Dobroň     |
| Demeči                 | Демечі                      | Demicsó      | Ligetky         |
| Tysaagtelek            | Тисаагтелек                 | Tiszaágtelek | Agovo, Ágtelek  |
| Čomonyn                | Чомонин                     | Csongor      | Čomonín, Čahory |
| ---------------------- | --------------------------- | ------------ | --------------- |

Velykodobroňská územní komunita má rozlohu 104,4 km². V roce 2020 v ní žilo 11 563 obyvatel.

## Historie
Velká Dobroň byla založena v roce 1250 na místě staršího osídlení. Do uzavření Trianonské smlouvy byla obec součástí Uherska, V letech 1919 až 1938 byla součástí Československa. Za první republiky zde byla četnická stanice a poštovní úřad. V roce 1938 byla obec v důsledku první vídeňské arbitráže přičleněna k Maďarsku. Od roku 1945 byla obec součástí Ukrajinské sovětské socialistické republiky, která byla součástí SSSR. Od roku 1991 je součástí nezávislé Ukrajiny.  Dne 12. června 2020 se stala administrativním centrem nově ustanovení velykodobroňské územní komunity.